# 몰리 버나드
몰리 버나드(Molly Bernard, 1988년 4월 10일 ~ )는 미국의 배우이다.

## 방송
- 영거 시즌6
- 영거 시즌5
- 영거 시즌4
- 영거

## 영화
- 인턴 (2015년) - 사만다 역
- 히트맨 (2023년) - 알리샤 역